# Деаэрация
Деаэрация (от де- и др.-греч. aer — воздух), — удаление кислорода и других газов из жидкости (воды систем отопления и котельных контуров, лёгкого жидкого топлива и т. п.).
По принципу действия деаэрация реализуется:
- термическая (наиболее распространённая)
- десорбционная
- химическая

и другие.